# ساری بلاغ (بیله‌سوار)
ساری بلاغ یک منطقهٔ مسکونی در ایران است که در دهستان قشلاق جنوبی واقع شده‌است. براساس سرشماری مرکز آمار ایران در سال ۱۳۹۵، ساری بلاغ ۶۸ نفر جمعیت دارد.